# Helen Graham
Helen Graham (Liverpool, 1959) es una historiadora e hispanista británica.

## Biografía
Es catedrática de Historia de España en el college Royal Holloway (Universidad de Londres). También ha desempeñado la cátedra Rey Juan Carlos I de España en la Universidad de Nueva York.
Las áreas de investigación de Helen Graham son la historia social de España en los años treinta y cuarenta del siglo XX, incluyendo la guerra civil española (en tal sentido, Helen Graham ha declarado que la guerra civil española fue la razón de que decidiera ser historiadora); el periodo de entreguerras (1918-1939) en Europa; comparativas entre guerras civiles; la construcción social del poder estatal en la España franquista de los cuarenta; o las mujeres bajo el franquismo.

## Obras
- The Popular Front in Europe. Londres: Macmillan. 1987. ISBN 0333406605., con Paul Preston.
- The French and Spanish Popular Fronts: Comparative Perspectives. Cambridge University Press. 1989., con Martin S. Alexander.
- El PSOE en la Guerra Civil: poder, crisis y derrota (1936-1939). Barcelona: Debate. 2005. ISBN 8483066092. (publicado originalmente en inglés como Socialism and War. The Spanish Socialist Party in Power and Crisis 1936-1939. Cambridge University Press. 1991.).
- Spanish Cultural Studies. An Introduction. Oxford University Press. 1995., con Jo Labanyi.
- Spain 1936. Resistance and revolution. The Flaws in the Front in Opposing Fascism. Cambridge University Press. 1999.
- La República Española en guerra (1936-1939). Barcelona: Debate. 2006. ISBN 9788483066805. (publicado originalmente en inglés como The Spanish Republic at War 1936-1939. Cambridge University Press. 2002.).
- Breve historia de la Guerra Civil. Pozuelo de Alarcón: Espasa Calpe. 2006. ISBN 8467020156. (publicado originalmente en inglés como The Spanish Civil War. A Very Short Introduction. Oxford University Press. 2005.).
- La Guerra y su sombra: La Guerra Civil española en la Europa del siglo XX, Crítica, Barcelona, 2013.